# Mariager Amt
Mariager Klosters Amt blev oprettet i 1662 af det tidligere Mariager Len. Amtet bestod kun af et enkelt herred, nemlig Gislum. Amtet blev nedlagt ved reformen af 1793, og indgik derefter i Ålborg Amt. Bemærk at Mariager købstad ligger i Onsild herred og dermed ikke i Mariager amt.

## Amtmænd
- 1776 – 1789: Friedrich von Buchwald
- 1789 – 1793: Ditlev von Pentz